# 산란 (불교)
산란(散亂, 염오등지, 염오삼마지, 그릇된 등지, 그릇된 삼마지, 오염된 등지, 오염된 삼마지,
산스크리트어: vikṣepa,
영어: distraction,
desultoriness)는 다음의 분류, 그룹 또는 체계의 한 요소이다. 산란(散亂)은 심란(心亂) 또는 산동(散動)이라고도 한다.
- 부파불교의 설일체유부의 5위 75법에서는 그대로 일치하는 항목이 없는데, 이는 설일체유부에서는 심소법(心所法: 46가지) 중 대지법(大地法: 10가지) 가운데 하나인 등지(等持) 즉 삼마지(三摩地)의 그릇된 상태인 염오등지(染污等持) 또는 염오삼마지(染污三摩地)가 곧 심란(心亂) 즉 산란(散亂)인 것으로 보기 때문이다.[3][4]
- 대승불교의 유식유가행파와 법상종의 5위 100법에서 심소법(心所法: 51가지)의 수번뇌심소(隨煩惱心所: 20가지) 중 대수번뇌심소(大隨煩惱心所: 8가지) 가운데 하나이다.[5][6]

부파불교의 설일체유부의 교학에 따르면
심란(心亂) 즉 산란(散亂)은 염오등지(染污等持) 또는 염오삼마지(染污三摩地), 즉 번뇌에 오염된 상태의 온갖 선정을 말한다. 등지 즉 삼마지는 대지법에 속하며 대지법은 선 · 불선 · 무기의 마음(6식, 즉 심왕, 즉 심법)을 비롯한 모든 마음에서 항상 존재하는 마음작용들의 그룹이다. 따라서 심란은 모든 오염된 마음에서 항상 존재하는 마음작용들의 그룹인 대번뇌지법에 소속될 수 있으며, 실제로 《아비달마품류족론》 등에서는 대번뇌지법에 속한 법들로 불신(不信) · 해태(懈怠) · 실념(失念) · 심란(心亂) · 무명(無明) · 부정지(不正知) · 비리작의(非理作意) · 사승해(邪勝解) · 도거(掉擧) · 방일(放逸)의 10가지 마음작용을 들고 있다. 하지만, 심란의 본질은 대지법에 속한 마음작용인 등지 즉 삼마지이므로, 엄격히 말하면 심란을 대번뇌지법에 포함시키는 것은 중복이며 그렇기 때문에 대번뇌지법에 포함시키지 않는다고 《아비달마구사론》에서는 말하고 있다.
대승불교의 유식유가행파와 법상종의 주요 논서인 《성유식론》에 따르면, 산란(散亂)은 마음(8식, 즉 심왕, 즉 심법)으로 하여금 모든 대상[所緣]에 대해 유탕(流蕩: 흔들림, 흘러가버림, 방탕하게 흐름), 즉 유산(流散: 흘러서 흩어짐, 여기저기로 분산됨), 즉 치산(馳散: [여러] 대상을 향해 내달려서 흩어짐)하게 하는 것을 본질적 성질[性]로 하는 마음작용이다. 그리고, 산란(散亂)의 마음작용은 이러한 본질적 성질을 바탕으로 마음으로 하여금 정정(正定: 바른 정, 바른 선정, 바른 삼마지)의 마음작용과 상응하지 못하도록 장애하여 악혜(惡慧) 즉 부정지(不正知)의 마음작용이 일어나는 발동근거[所依]가 되는 것을 그 본질적 작용[業]으로 한다.
산란(散亂)의 마음작용과 이에 유사한 도거(掉擧)의 마음작용은 모든 염심(染心) 즉 모든 염오한 마음에 두루한다. 즉 염오한 마음과 언제나 함께 일어나며, 따라서 염오한 마음에서 언제나 발견된다.
도거(掉擧)의 마음작용과 산란(散亂)의 마음작용의 차이점은, 도거(掉擧)는 마음(6식 또는 8식, 즉 심왕, 즉 심법)으로 하여금 대상에 대한 앎[解, 이해]을 바꾸게 하는 마음작용이고  산란(散亂)은 앎[解, 이해]의 대상을 바꾸게 하는 마음작용이라는 점이다.

## 같이 보기
- 6종산란

- 3도: 견도 · 수도 · 무학도
  - 견도: 16심 · 고법지인
  - 무학도: 34심
  - 성문 수행계위: 4향4과 - 10결(= 5하분결 + 5상분결)
  - 보살 수행계위: 52위
- 현관: 4제현관 · 6현관
- 유루와 무루
- 번뇌의 해석
- 번뇌의 다른 이름
  - 개 · 결 · 계 · 구 · 구애 · 궤 · 근 · 뇌 · 누 · 박 · 상해 · 소 · 소유 · 소해 · 수면 · 수번뇌 · 악행 · 액 · 열 · 유쟁 · 쟁 · 전 · 전 · 조림 · 주올 · 취 · 치연 · 폭류 · 화
- 번뇌의 작용
- 번뇌의 분류
  - 3루
  - 4액
  - 4취
  - 4폭류
  - 5부: 견고소단 · 견집소단 · 견멸소단 · 견도소단 · 수도소단 = 견소단 + 수소단
  - 5주지번뇌
  - 견혹 + 수혹 = 견소단 + 수소단 = 미리혹 + 미사혹 = 분별기 + 구생기
  - 근본번뇌 + 수번뇌
  - 번뇌장 + 소지장
- 번뇌 = 근본번뇌 + 수번뇌
  - 근본번뇌 = 수면
    - 3근본번뇌: 탐 · 진 · 치
    - 6수면: 탐 · 진 · 만 · 무명 · 견 · 의
    - 7수면: 욕탐 · 진 · 유탐 · 만 · 무명 · 견 · 의
    - 10수면: 탐 · 진 · 만 · 무명 · 유신견 · 변집견 · 사견 · 견취 · 계금취 · 의
    - 12수면: 욕탐 · 진 · 색탐 · 무색탐 · 만 · 무명 · 유신견 · 변집견 · 사견 · 견취 · 계금취 · 의
    - 98근본번뇌(설일체유부)
      - 견혹 = 견소단 = 미리혹 = 분별기: 설일체유부의 88근본번뇌
      - 수혹 = 수소단 = 미사혹 = 구생기: 설일체유부의 10근본번뇌

    - 128근본번뇌(유식유가행파)
      - 견혹 = 견소단 = 미리혹 = 분별기: 유식유가행파의 112근본번뇌
      - 수혹 = 수소단 = 미사혹 = 구생기: 유식유가행파의 16근본번뇌

  - 수번뇌 = 전
    - 8전 · 10전 · 6번뇌구
    - 19수번뇌(설일체유부)
      - 소번뇌지법의 10가지 모두: 분 · 부 · 간 · 질 · 뇌 · 해 · 한 · 첨 · 광 · 교
      - 대불선지법의 2가지 모두: 무참 · 무괴
      - 대번뇌지법의 6가지 가운데 5가지: 방일 · 해태 · 불신 · 혼침 · 도거
      - 부정지법의 8가지 가운데 2가지: 수면 · 악작

    - 20수번뇌(유식유가행파)
      - 소수번뇌심소의 10가지 모두: 분 · 한 · 부 · 뇌 · 질 · 간 · 광 · 첨 · 해 · 교
      - 중수번뇌심소의 2가지 모두: 무참 · 무괴
      - 대수번뇌심소의 8가지 모두: 도거 · 혼침 · 불신 · 해태 · 방일 · 실념 · 산란 · 부정지
- 번뇌 = 잡염 = 유부무기 + 불선
  - 유부무기
    - 욕계의 번뇌의 일부 · 색계의 번뇌 · 무색계의 번뇌
    - 4근본번뇌(말나식의 4번뇌: 아치 · 아견 · 아만 · 아애)

  - 불선 · 악
    - 욕계의 번뇌의 대다수
    - 불선근
    - 5악 · 10악
- 번뇌 = 108번뇌 = 98수면 + 10전
- 번뇌 = 개: 5개
- 번뇌 = 결: 2결 · 3결 · 4결 · 5결 · 9결 · 10결(= 5하분결 + 5상분결) · 98결 · 108결
- 번뇌 = 구애: 3구애 · 5구애
- 번뇌 = 뇌: 3뇌
- 번뇌 = 누: 3루
- 번뇌 = 박: 3박 · 4박
- 번뇌 = 사: 7사 · 10사 · 98사 · 128사
- 번뇌 = 악행: 3악행
- 번뇌 = 취: 2취 · 4취

## 참고 문헌
- 곽철환 (2003). 《시공 불교사전》. 시공사 / 네이버 지식백과. |title=에 외부 링크가 있음 (도움말)
- 미륵 지음, 현장 한역, 강명희 번역 (K.614, T.1579). 《유가사지론》. 한글대장경 검색시스템 - 전자불전연구소 / 동국역경원. K.570(15-465), T.1579(30-279). |title=에 외부 링크가 있음 (도움말)
- 세친 지음, 현장 한역, 권오민 번역 (K.955, T.1558). 《아비달마구사론》. 한글대장경 검색시스템 - 전자불전연구소 / 동국역경원. K.955(27-453), T.1558(29-1). |title=에 외부 링크가 있음 (도움말)
- 호법 등 지음, 현장 한역, 김묘주 번역 (K.614, T.1585). 《성유식론》. 한글대장경 검색시스템 - 전자불전연구소 / 동국역경원. K.614(17-510), T.1585(31-1). |title=에 외부 링크가 있음 (도움말)
- 세친 지음, 현장 한역, 송성수 번역 (K.618, T.1612). 《대승오온론》. 한글대장경 검색시스템 - 전자불전연구소 / 동국역경원. K.618(17-637), T.1612(31-848). |title=에 외부 링크가 있음 (도움말)
- 운허.  동국역경원 편집, 편집. 《불교 사전》. |title=에 외부 링크가 있음 (도움말)
- (영어) DDB. 《Digital Dictionary of Buddhism (電子佛教辭典)》. Edited by A. Charles Muller. |title=에 외부 링크가 있음 (도움말)
- (중국어) 미륵 조, 현장 한역 (T.1579). 《유가사지론(瑜伽師地論)》. 대정신수대장경. T30, No. 1579. CBETA. |title=에 외부 링크가 있음 (도움말)
- (중국어) 佛門網. 《佛學辭典(불학사전)》. |title=에 외부 링크가 있음 (도움말)
- (중국어) 星雲. 《佛光大辭典(불광대사전)》 3판. |title=에 외부 링크가 있음 (도움말)
- (중국어) 세친 조, 현장 한역 (T.1612). 《대승오온론(大乘五蘊論)》. 대정신수대장경. T31, No. 1612, CBETA. |title=에 외부 링크가 있음 (도움말)
- (중국어) 세친 조, 현장 한역 (T.1558). 《아비달마구사론(阿毘達磨俱舍論)》. 대정신수대장경. T29, No. 1558, CBETA. |title=에 외부 링크가 있음 (도움말)
- (중국어) 호법 등 지음, 현장 한역 (T.1585). 《성유식론(成唯識論)》. 대정신수대장경. T31, No. 1585, CBETA. |title=에 외부 링크가 있음 (도움말)